# Bebryke
Bebryke (altgriechisch Βεβρύκη Bebrýkē) oder Bryke (Βρύκη Brýkē) ist in der griechischen Mythologie eine eponyme Heroine und Danaide.
In der Bibliotheke des Apollodor ist Bryke die Tochter des Danaos und der Najade Polyxo. Sie ist die Braut des Aigyptiden Chthonios, den sie in der Hochzeitsnacht ermordet.
Bei Stephanos von Byzanz ist Bebryke die Namensgeberin des bithynischen Volksstammes der Bebryker. Eustathios von Thessalonike nennt diese Bebryke Tochter des Danaos und Braut des Hippolytos, den sie nicht ermordet habe, sondern mit dem sie nach Bithynien geflohen sei. Dort habe sie die Barbaren ägyptische Weisheit gelehrt, wodurch sie zu großem Ansehen gelangt sei.